# Industrie Litauens

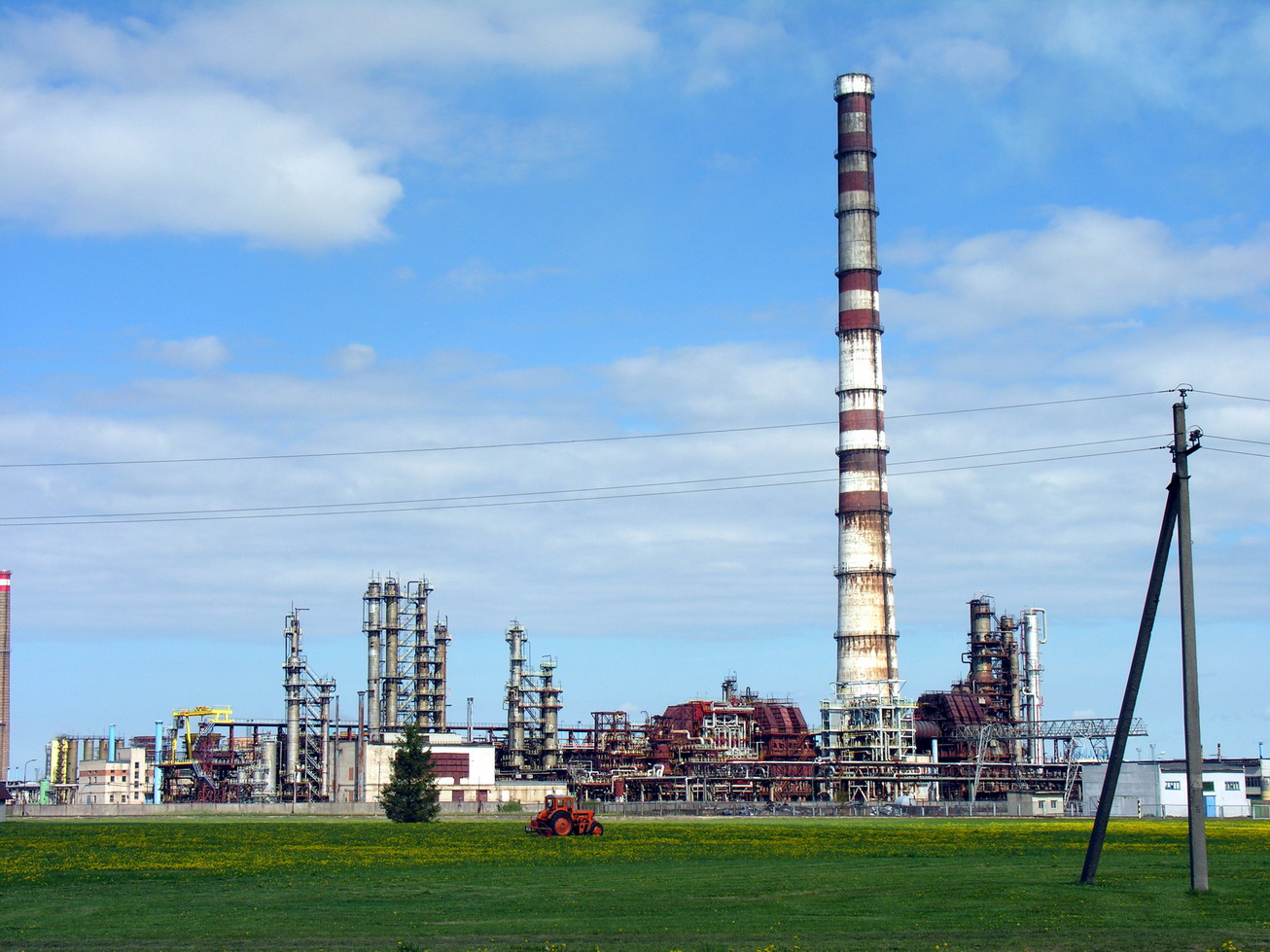
Orlen Lietuva in Mažeikiai

Die Industrie Litauens ist ein Zweig der Wirtschaft Litauens. Traditionell ist die Lebensmittelindustrie. Unter führenden Konzernen der Milchindustrie sind Molkereiunternehmen Pieno žvaigždės, Rokiškio sūris und  Žemaitijos pienas. Die größten litauischen industriellen Unternehmen sind die Erdölgesellschaft  Orlen Lietuva in Mažeikiai und der Chemiebetrieb AB Achema in Jonava. Die litauische Industrie ist vom Export abhängig. Litauischer Industriellenverband als ein Wirtschaftsverband verbindet organisierte Wirtschaftsstrukturen in allen litauischen Regionen und die Industriellen in Litauen.